# (16802) Rainer
(16802) Rainer ist ein Asteroid des Hauptgürtels, der am 25. September 1997 vom österreichischen Amateurastronomen Erich Meyer an der Sternwarte Davidschlag (IAU-Code 540) in der Nähe von Linz in Österreich entdeckt wurde.
Die Absolute Helligkeit des Asteroiden ist 15,76 mag.
Der Asteroid wurde nach dem Naturbeobachter Rainer Gebetsroither (1976–1998) benannt. Seine Eltern, Karin und Uwe sind langjährig aktive Mitglieder der Kepler Sternwarte Linz.